# 沖田駿一郎
沖田 駿一郎（おきた しゅんいちろう、1946年1月30日 - ）は、日本の元・俳優、実業家。本名は吉田 毅（よしだ つよし）。
東京都出身。中里事務所に所属していた。

## 人物
1964年、日活ニューフェイス第7期生に選ばれ、本名で映画『帰郷』でデビューし、多数の日活映画に出演。1969年に日活を離れ東映映画への出演を経て東宝へ移籍。
移籍後は沖田 駿一（おきた しゅんいち）を名乗る。演じる役柄は主に不良少年やチンピラの役が多く、70年代からテレビに進出後も同様の役柄を演じることが多かった。
一方、1972年に放映された円谷プロ制作の特撮ドラマ『ウルトラマンA』では二丁銃の使い手で主人公と反目する山中一郎隊員役を演じた。『ウルトラマンA』放映当時は、よく劇中車のタックパンサーとTACの制服姿で近所の定食屋に昼食を食べに行くと子供たちが群がって来たという。
その後、芸名を沖田 駿一郎（「峻一郎」表記もあり）と改め、時代劇や刑事ドラマなどに悪役で多数の作品に出演するが、80年代後半に芸能界を引退。
現在は東京・二子玉川で、ダイニング&バー「La Shion（ラ・シオン）」を夫人と経営。表向き“音信不通”にしていたが、店の常連の一人が『ウルトラマンA』のファンで、沖田＝山中である事を偶然知り、当時の資料を抱えて来てサイン攻め。ファンブログにもこれが紹介されて当時の仲間達との再交流が成ったという。
月に一度、ウルトラシリーズファンの為の懇親会『ウルトラマンAの会』を自らの店で開いている。
2009年10月、ウルトラシリーズを放送しているファミリー劇場で大幅な番組改編があり、30分の特番が組まれた。その際、ゲストとして登場した。しかしこのときの出演では、ウルトラシリーズ出演者としてではなく、『太陽にほえろ!』のHDリマスター版が第一話から放送されるのに合わせて、犯人役で多く出演した経歴を買われてのことである。ボス役のゆうたろうを相手に、事情聴取に応じる形で、番組出演当時の共演者の名前を一人ずつ挙げていく演出で、テレビの前に久々に元気な姿を見せた。

## 出演

### 映画
- 帰郷（1964年、日活）
- 人間に賭けるな（1964年、日活）- 酒井組の乾分C
- 月曜日のユカ（1964年、日活）
- 青春前期 青い果実（1965年、日活）- 大学生A
- 青春とはなんだ（1965年、日活）- 久保
- 七人の刑事 終着駅の女（1965年、日活）- 健
- 四つの恋の物語（1965年、日活）- チンピラA
- 拳銃野郎（1965年、日活）- 少年
- 夜霧の慕情（1966年、日活）- 杉山
- 東京流れ者（1966年、日活）- 敬一
- 大空に乾杯（1966年、日活）- 若者
- 青春ア・ゴーゴー（1966年、日活）- 学生A
- 新遊侠伝（1966年、日活）- 青年団A
- 殺るかやられるか（1966年、日活）- ケン
- 骨まで愛して（1966年、日活）- 五郎
- 拳銃は俺のパスポート（1967年、日活）- 島津の子分B
- 君が青春のとき（1967年、日活）- 原宿族B
- 波止場の鷹（1967年、日活）- 吉田組組員
- 愛は惜しみなく（1967年、日活）- 店員
- ザ・スパイダースの大進撃（1968年、日活）- 男A
- 無頼シリーズ（日活）
  - 無頼より 大幹部（1968年、日活）- マンボ
  - 大幹部 無頼（1968年、日活）- 花村
  - 無頼非情（1968年、日活）- タツ
  - 無頼 人斬り五郎（1968年、日活）- 山岡
  - 無頼 黒匕首（1968年、日活）- 西山
- かぶりつき人生（1968年、日活）- 銀ちゃん
- 青春の鐘（1969年、日活）- 学生C
- やくざ渡り鳥 悪党稼業（1969年、日活）- 千太
- 女番長 仁義破り（1969年、日活）- ケン
- 博徒百人（1969年、日活）- 千吉
- 新網走番外地 流人岬の血斗（1969年、東映）- 宮田鉄夫
- 赤毛（1969年、東宝）- 源太少年
- 待ち伏せ（1970年、東宝）- 若者
- 学園祭の夜 甘い経験（1970年、東宝）- 神山誠
- 真剣勝負（1971年、東宝）- 若者
- 激動の昭和史 沖縄決戦（1971年、東宝）- 仲真二等兵[6]
- 制服の胸のここには（1972年、東宝）- 青木雄作
- 沖縄10年戦争（1978年、東映）- 下地行男
- 地球防衛ガールズP9（2011年、ファイヤークラッカー）- ヤブナカ長官
- 地球防衛未亡人（2014年、株式会社トラヴィス）- トビヤマ参謀
- アウターマン（2015年）- 枝正次郎

### テレビドラマ
- 山のかなたに（1966年、NTV）
- 青空にとび出せ! 第16話「ピンキングカー入院」（1969年、TBS）
- 女殺し屋 花笠お竜 第3話「狂犬の唄がきこえる」（1969年、12ch）
- 孤島の太陽（1970年、CX）- 大治郎
- 旗本退屈男 第12話「大名くじ」（1970年、CX）- 小野大助
- 火曜日の女（NTV）
  - クラスメート -高校生ブルース-（1971年）- 花村
  - あの子が死んだ朝（1972年）- ジロー
- 一心太助 第1話「天下の一大事」（1971年、CX）- 徳川忠長
- だから大好き! 第10話「任侠さやか仁義」（1972年、NTV）
- 荒野の素浪人（NET）
  - 第1シリーズ 第11話「決闘 傷だらけの必殺剣」（1972年）
  - 第2シリーズ 第31話「賞金稼ぎ」（1974年）- 源八
- 青春をつっ走れ 第9話「番長トリデに殴りこめ!」（1972年、CX）- 平川
- あしたに駈けろ!（1972年、CX）- 足立健二
- 太陽にほえろ!（NTV）
  - 第18話「つかみそこねた夢」（1972年）- 貢
  - 第36話「危険な約束」（1973年）- 坂口清
  - 第104話「葬送曲」（1974年）- 花田三郎
  - 第126話「跳弾」（1974年）- 井上松夫
  - 第162話「したたかな目撃者」（1975年）- 上条修一
  - 第303話「お人好し」（1978年）- 戸川組組員
  - 第330話「天使の微笑み」（1978年）- 竹島
  - 第381話「ともしび」（1979年）- 若杉勇
  - 第422話「令子、俺を思い出せ!!」（1980年）- 高岡栄
  - 第437話「ニセモノ・ほんもの」（1980年）- 田代
  - 第455話「死ぬなスニーカー」（1981年）- 池永竜次
  - 第525話「石塚刑事殉職」（1982年）- 須賀（戸川組組員）
  - 第582話「犯罪ツアー」（1983年）- 相馬常夫
  - 第638話「危険なふたり」（1985年）- 太田（竜神会組員）
  - 第653話「一枚のシール」（1985年）- 刈田
  - 第666話「父親ブルース」（1985年）- 寺田（響組幹部）
  - 太陽にほえろ!PART2 第1話「悪魔のような女」（1986年）- 佐々木昭雄
- ウルトラマンA（1972年 - 1973年、TBS）- 山中一郎
- シークレット部隊 第2話「女がやった!ズッコケ自動車レース」(1972年、TBS)
- 泣くな青春 第17話「さらば番長」（1973年、CX）- 中野
- GO!GOスカイヤー 大空の勇者 第14話「飛べ、恋と炎の奄美へ」（1973年、CX）
- 天皇の世紀 第二部 第11回「長崎と亀山社中」（1973年、ABC）- 近藤長次郎
- 大河ドラマ / 勝海舟（1974年、日本放送協会）- 長州藩士・白井
- 水滸伝 第17話「林中・宿敵に挑む」（1974年、NTV）- 殷天錫
- 特別機動捜査隊（NET）
  - 第656話「熱風への復讐」（1974年）- 三上猛夫
  - 第789話「新春・・・・危機一髪」（1977年）- 小野塚進
- 幡随院長兵衛お待ちなせえ 第11話「乙女は体を張った」（1974年、MBS）
- 白い牙 第15話「昼下がりの訪問者」（1974年、NTV）- 淳也
- 非情のライセンス（NET→ANB）
  - 第2シリーズ
    - 第7話「兇悪の黒い天使」（1974年）- 林
    - 第46話「兇悪の閃光」（1975年）- 三上
    - 第76話「兇悪の慕情」（1976年） - 田中透

  - 第3シリーズ 第22話「兇悪のアルバイト・過去からの殺人」（1980年）
- 座頭市物語 第13話「潮風に舞った千両くじ」（1975年、CX）- 辰造
- 破れ傘刀舟悪人狩り 第18話「小さな目撃者」（1975年、NET）- 三次
- 斬り抜ける 俊平ひとり旅 第18話「死地突入」（1975年、ABC）- 銀次
- TOKYO DETECTIVE 二人の事件簿 第6話「逃亡刑事」（1975年、ABC）
- 鬼平犯科帳 第17話「むかしなじみ」（1975年、NET）
- 刑事くん（TBS）
  - 第3部 第39話「青春の誓い」（1975年）
  - 第4部 第20話「愛と涙のパンチ」（1976年）
- 大江戸捜査網シリーズ（12ch→TX）
  - 大江戸捜査網
    - 第154話「血染の蛇の目傘」（1974年）- 清太郎　嵯川哲郎と絡みあり
    - 第164話「女の肌に竜が泣く」（1974年）- 銀次　嵯川哲郎と絡みなし
    - 第170話「小さな目撃者」（1974年）- 風車の文吉　嵯川哲郎と絡みなし
    - 第181話「明日なき逃亡」（1975年）- 源治　嵯川哲郎と絡みなし
    - 第225話「闇の帝王を裁け!」（1976年）- 山代屋の配下 嵯川哲郎と絡みなし
    - 第287話「連続放火魔の罠」（1977年）- 卯三郎
    - 第314話「女刺青師怒りの怨み節」（1977年）- 辰次
    - 第325話「笹笛に泣く女の悲哀」（1978年）- 角政一家の子分
    - 第334話「むすめ隠密 涙の旅立ち」（1978年）- 湊屋の手下
    - 第361話「白州に咲いた母子草」（1978年）- 水神一家の手下
    - 第371話「笑いを売る謎の男」（1978年）- 天満屋の手下（半纏には「紀州屋」）
    - 第378話「怪盗組織の罠を暴け」（1979年）- 盗賊ムササビ一味の一員
    - 第390話「腰抜け侍 怒りの封印刀」（1979年）- 水神一家の手下
    - 第407話「花嫁誘拐 姿なき狼の罠」（1979年）- 与吉
    - 第412話「島帰りの父 涙の絶唱」（1979年）- 幻の一味
    - 第421話「人質救出 甦る父娘の絆」（1979年）- 三好　嵯川哲郎に切られる
    - 第448話「悲恋 女隠密怒りの叫び」（1980年）- 佐太郎
    - 第478話「仇討ち無情 親子の絶唱」（1981年）- 米吉
    - 第489話「おんな湯殺人事件」（1981年）- 大田黒一家の一員
    - 第509話「神隠しに泣く新妻」（1981年）
    - 第542話「待ったなし! 二万両の王手」（1982年）- 勇吉
    - 第571話「牢破り 殺しの包囲網」（1982年）- 三次 嵯川に黒幕を白状して絶命
    - 第581話「処刑直前!獄中の隠密同心」（1983年）- 神崎 嵯川に成敗され死亡
    - 第602話「母を許して!花街子連れ唄」（1983年）- 口入屋櫻屋の手下
    - 第612話「下手人は父ちゃんだ!」（1983年）- 奉行の手下のチンピラ　

  - 新 大江戸捜査網（1984年）- 辰次
    - 第5話「女房殺し疑惑の刀」
    - 第18話「おんな牢しのび肌」
- ザ★ゴリラ7 第23話「オホーツクから来た男」（1975年、NET）
- 夜明けの刑事（TBS）
  - 第39話「女子高校生への甘い罠!!」（1975年）
  - 第58話「女一人夜の恐怖!」（1976年）- 戸倉
  - 第69話「殺したいほど憎いやつ!!」（1976年）- 三上
- 影同心II 第11話「（秘）能舞台鬼の花道」（1975年、MBS）- 銀三
- 寺内貫太郎一家2（1975年、TBS）- 石の森松
- 燃える捜査網 第12話「土曜日を待て!」（1976年、NET）- 東竜会組員
- 痛快!河内山宗俊 第16話「夜明けに消えた男星」（1976年、CX）
- 十手無用 九丁堀事件帖 第19話「父（ちゃん）が消えた!」（1976年、NTV）
- 大非常線 第9話「非常線強行突破」（1976年、NET)
- ベルサイユのトラック姐ちゃん 第1話「ベルトラ姐ちゃん一番手柄」（1976年、NET）
- 忍者キャプター 第3話「ビルの壁に忍者が消えた?!」（1976年、12ch）- 風魔忍者カゲなし
- 人魚亭異聞 無法街の素浪人 第2話「霧の夜 蝶は死ぬ」（1976年、NET）- 半次
- 隠し目付参上 第14話「半年先の天下を見たか」（1976年、MBS）- 源次
- グッドバイ・ママ 第6回（1976年、TBS）
- 新・座頭市 第1シリーズ（CX）
  - 第9話「見えない涙に虹を見た」（1976年）
  - 第15話「仕込杖が怒りに燃えた」（1977年）
- 遠山の金さん 第1シリーズ 第60話「裏切りを覗いた女」（1976年、NET）- 源六
- 銭形平次（CX）
  - 第550話「かんざし変化」（1976年）- 押切十郎
  - 第655話「他人が泣いてくれた」（1979年）- 丑三ツの政五郎
  - 第800話「椋鳥の春」（1982年）- 徳太郎
- 新選組始末記（1977年、TBS）- 阿部十郎
- 破れ奉行（1977年、ANB）
  - 第2話「血風! 世直し快速船」- 六造
  - 第17話「斬込め!大名行列」- 山吉
- 伝七捕物帳 第150話「女心の情けが仇」（1977年、NTV）- 徳蔵
- 華麗なる刑事 第6話「ピアニストの罠」（1977年、CX）- クラブ店長
- 江戸の旋風（CX）
  - 同心部屋御用帳 江戸の旋風III 第10話「大四郎の秘密」（1977年）
  - 同心部屋御用帳 江戸の旋風IV
    - 第5話「二ツの顔を持つ男」（1978年）- 甚六
    - 第24話「兄ちゃんがくれた風車」（1979年）- 加七

  - 新・江戸の旋風 第3話「悪女伝の女たち」（1980年）- 丑松
- 特捜最前線 第31話「浅草・愛と逃亡の街」（1977年、ANB）- 本田
- 達磨大助事件帳（ANB）
  - 第5話「獄門台の赤い雨」（1977年）- 中丸
  - 第17話「地獄の沙汰も銭（1978年）- 加平太
- 江戸の鷹 御用部屋犯科帖（1978年、ANB）
  - 第4話「大江戸の暗黒を斬る!」
  - 第29話「三途ノ川の子守歌」
- 桃太郎侍（NTV）
  - 第75話「つばめが飛んだ甲州路」（1978年）- 捨吉
  - 第125話「福の神だという女」（1979年）
  - 第137話「蝶々のくれた赤ん坊」（1979年）
  - 第162話「顔に傷のある女」（1979年）
  - 第216話「大荒れ すずめの里帰り!」（1980年）
- 若さま侍捕物帳 第12話「参上!! 女岡っ引」（1978年、ANB）- 小笹
- 柳生一族の陰謀 第24話「赤い薔薇には手を出すな」（1979年、KTV）
- 破れ新九郎 第15話「盗人宿の女」（1979年、ANB）- 三次
- 噂の刑事トミーとマツ（TBS）
  - 第1シリーズ
    - 第2話「トミーの初恋・夢見街」（1979年）- 田島三郎
    - 第41話「サッチが結婚 トミー激祝マツ激怒」（1980年）- 二本木組組員
    - 第48話「当った星占い! 今日は水難の相」（1980年）- 大森
    - 第62話「キャ! 水曜日の切り裂き魔」（1981年）- 都の手下

  - 第2シリーズ（1982年）
    - 第22話「トミマツ呆然! 課長必殺の突撃」- オニケンの手下
    - 第30話「トミマツ生き埋め! "トミコ"が出ない!!」- サラリーローン幹部
- 暴れん坊将軍シリーズ（ANB）
  - 吉宗評判記 暴れん坊将軍 第54話「小判のお好きな女医者」（1979年）- 米田権之進
  - 暴れん坊将軍II
    - 第16話「鬼が棲む浮世風呂」（1983年）- 万吉
    - 第43話「鉄火意気地のおんな河岸」（1984年）- 銀十
    - 第56話「たらちねの恋の歌留多の乱れ舞い!」（1984年）- 又造
    - 第74話「猫に小判の父娘船!」（1984年）- 根吉
    - 第91話「春に出初めの木遣り唄!」（1985年）- 半次
    - 第106話「偽りの恋 七年目の仇討ち!」（1985年）- 権次
- 西遊記 第25話「妖怪帝国・突破大作戦」（1979年、NTV）- 隊長
- 江戸を斬るIV 第18話「俺らの父は岡っ引き」（1979年、TBS）- 源次
- 半七捕物帳 第25話「十五夜御用心」（1979年、テレビ朝日、歌舞伎座テレビ）
- 江戸の激斗 第11話「魔の影」（1979年、CX）- 寄居
- 江戸の牙（ANB）
  - 第5話「悲壮 命買います」（1979年）- 政五郎
  - 第21話「生か死!? 暁の脱出作戦」（1980年）- 吉次
- 駆け込みビル7号室 第6話「暴力団のドン! インベーダーに誘拐さる」（1979年、CX）
- そば屋梅吉捕物帳 第24話「女狐獄門旅」（1980年、12ch）- 佐々木
- 探偵物語 第26話「野良犬の勲章」（1980年、NTV）- 鈴木
- 黄金の犬（1980年、NTV）
- 大激闘マッドポリス'80 第9話「殺人刑務所」（1980年、NTV）- 岸上
- 大捜査線（1980年、CX）
  - 第15話「一枚の紙」
  - 第29話「現金輸送車強奪」
- 走れ!熱血刑事 第16話「野良犬と番長」（1981年）- 保税倉庫・森村
- ザ・ハングマンシリーズ（ABC）
  - ザ・ハングマン（1981年）
    - 第10話「横領結婚」- 鷹取の部下
    - 第46話「熱血スッポン刑事」- 安井の手下

  - ザ・ハングマンII（1982年）
    - 第4話「天下り役人に仏罰を」- 南村
    - 第24話「爆走サーキット 注射オレンジすり替え作戦」- 梶尾（元 竜神会組員）

  - 新ハングマン 第17話「家元争いを毒花で飾る夫人と女秘書」（1983年）- 帝都経済研究所構成員
  - ザ・ハングマン4 第23話「美人レジが金塊密輸の手先にされる!」（1985年）- 須賀（黒川組組員）
  - ザ・ハングマンV 第1話「人妻がパートでハングマン!?」（1986年）- 飯島（赤服の男）
- 旅がらす事件帖 第18話「海に血を呼ぶ母子星」（1981年、KTV）- 勇次
- 俺はおまわり君 第19話「岡班長、死なないで!!」（1981年、NTV）
- 時代劇スペシャル（CX）
  - 怪談かさねヶ淵（1981年）
  - 仕掛人・藤枝梅安 第2作「梅安流れ星」（1982年）- 片桐謙之助
- 幻之介世直し帖 第1話「闇御用はやぶさ見参」（1981年、NTV）
- 赤かぶ検事奮戦記II 第4話「奥飛騨慕情父恋し」（1981年、ABC）- 里見浅雄
- お命頂戴! 第13話「左門 殺し屋変化」（1981年、TX）
- 12時間超ワイドドラマ / 竜馬がゆく（1982年、TX）- 金兵衛
- 文吾捕物帳 第21話「失った女の過去」（1982年、ANB）- 越前屋の手下（肩に傷の男）
- 遠山の金さん（ANB）
  - 第1話「新奉行登場!!顔のない人気作家!」（1982年）
  - 第24話「二人の母が情けに泣いた!」（1982年）- 伊佐吉
  - 第60話「炎の別離・怪盗浮世の鶴吉参上!」（1983年）
  - 第73話「おんな牢秘話 二匹の女ねずみ小僧!」（1983年）
- 松平右近事件帳（1982年、NTV）
  - 第14話「打ち首千両」- 河西三郎太
  - 第35話「とどけ・涙の叫び」- 栗橋大介
- 源九郎旅日記 葵の暴れん坊（1982年、ANB）
  - 第14話「なにわ娘の恋十手」- 留吉
  - 第27話「さらば湯の町残侠伝」- 官六
- 右門捕物帖 第5話「謀殺・からくり御用帖」（1982年、NTV）
- 暁に斬る! 第14話「大江戸ゴッドファーザー」（1983年、KTV）
- 激闘!カンフーチェン 第7話「負けるな!怖るべき罠」、第8話「さらば!俺の初恋」（1983年、YTV）- 村川
- 大岡越前 第7部 第20話「辞世に託した三千両」（1983年、TBS）- 留吉
- 眠狂四郎無頼控 第7話「毒婦異聞! 殺しを囁く女」（1983年、TX）- 弥十
- あいつと俺 第10話「霧の町の少女 - 湯布院 - 」（1984年3月28日、TX）
- 流れ星佐吉 第20話「大江戸純情物語」（1984年8月14日、KTV）
- 暴れ九庵 第2話「悪女を包む秋の風」（1984年10月9日、KTV）- 辰造
- 長七郎江戸日記 第1シリーズ 第54話「おれん慕情」（1985年、NTV）- 銀次
- 影の軍団IV 第27話「大老暗殺! 桜田門の女たち」（1985年、KTV）- 松倉五百介